# Nancy Rivas
Nancy Rivas es una deportista venezolana que compitió en taekwondo. Ganó una medalla de plata en el Campeonato Panamericano de Taekwondo de 1990 en la categoría de –65 kg.

## Palmarés internacional
| Campeonato Panamericano | Campeonato Panamericano | Campeonato Panamericano | Campeonato Panamericano |
| Año                     | Lugar                   | Medalla                 | Categoría               |
| ----------------------- | ----------------------- | ----------------------- | ----------------------- |
| 1990                    | Bayamón (Puerto Rico)   | Medalla de plata        | –65 kg                  |